# Sean Edwards
Sean Lawrence Guy Edwards (Londres, 6 de dezembro de 1986 — Queensland, 15 de outubro de 2013) foi um automobilista inglês.
Corredor da Porsche Supercup e da 24 Horas de Le Mans, era filho do piloto de Fórmula 1 Guy Edwards e em 2013 participou do elenco do filme "Rush", fazendo o papel do seu pai, quando piloto na temporada de 1976.
Faleceu em Willowbank, no estado australiano do Queensland, em outubro de 2013.